# 沖野麻衣
沖野 麻衣（おきの まい、1983年9月7日 - ）は、日本の元グラビアアイドル。東京都出身。アクート所属。愛称は「まいまい」

## 人物
- 東京都立大山高等学校卒業。
- 身長156cm、靴のサイズ22.5cm
- 血液型はA型。
- 特技はスポーツ全般、メールの早打ち、スマイル、一度寝たら起きない
- 趣味はダンス、語学勉強(韓国語、中国語、ロシア語)
- 取得資格は赤十字救急法救急員、秘書検定3級、日本語ワープロ検定3級、ビジネス能力検定3級、健康運動実践指導者、日本キャンプ協会認定の「キャンプインストラクター」、第一種普通自動車運転免許。
- 愛犬はロングコートチワワの「トト」「モン」「ミル」、チワワ＆トイプードルのミックスの「ハク」。「トト」は通称であり正式名は「トト・ナイキ・インティライミ」。「トト」は、週刊少年マガジンで連載されていた長田悠幸のトト! the wonderful adventureから[1]、「ナイキ」は、背中にある模様がスポーツ用品会社のナイキのロゴに似ており特徴的だったことから[2]、「インティライミ」は、家に連れて帰る際ナオト・インティライミのライブが近くで行われていたことから名付けたとされる[3]。

## 来歴
- 1988年4歳から子役としてセントラルジャパンに所属。同期はウエンツ瑛士。
- 2000年高校2年生時、TBSラジオ『ヤンマガ伝説キャイ〜ンDAあ゛〜ん』に出演。ウド鈴木推薦枠としてミスマガジンにエントリーするが落選。
- 2001年高校3年生時、文化祭のミスコンテストグランプリ受賞。
- 2004年知人の紹介で芸能活動を再開し沖野麻衣として本格的にグラビアデビュー。
- 2006年ミスフレッシュアイドルコンテスト2006グランプリ受賞。
- 2012年10月、29歳のとき交際中であった5歳年下の一般男性と婚約、2013年7月7日に入籍[4]。

## エピソード
- 沢尻エリカ、若槻千夏を憧れの人、尊敬する人として、DVDや写真集をコレクションしているのはもちろん、入手困難となっているものは秋葉原やオークションで集めるくらいリスペクトしており、若槻の直筆サイン入りＴシャツを2枚所有している。
- 番組で共演したアイドルの写真集、DVDも数多く所有している。特に鈴木茜作品のファンである。サバドル!で共演した際、鈴木本人から「新作の発売イベントに是非遊びに来て欲しい」と言われた事がきっかけとなりDVD発売イベント（「満遊記」「サザンクロス」「あかねドロップス」）会場に度々訪れていたとされる。
- ヤマギワソフトで行われた3rdDVD「麻衣ハッスル!」発売イベントにて、一緒に仕事をしたアイドルに声をかける「ナンパ師」であり「今後テレビに出たら一緒に競演したコはナンパしてると思っていい」と公言した[5]。
- バストサイズも1カップ上がり、Fカップから99cmのGカップにサイズアップした[6]。
- 2011年7月より、免許取得のため教習所に通い始め[7]2012年8月に普通自動車第一種運転免許を取得。免許取得までに1年1ヶ月かかったが「それでもストレート合格」と自身のブログ記事で報告をした[8]。

## 嗜好

### 食べ物
- 好きな食べ物はにんにく。好きな料理はペペロチーノ、キーマカレー、富山県富山市にある「糸庄」のモツ煮込みうどん。特に唐辛子、ハラペーニョ、マスタード、ワサビなどの辛味のある香辛料や辛い味付けのものが大好きでタバスコソースは尋常ではない速さで消費されるほど愛用している。
- 苦手な食べ物は、パクチー、うに、白子、かに味噌。以前はナスも苦手としていたが現在では克服した。

### ゲーム
- テレビゲーム
  - 好きなゲームジャンルはロールプレイングゲーム、恋愛シミュレーションゲームに対しアクションゲームは苦手で「ゲームスキルはこれっぽっちも持ち合わせてない」と語っている。中でも『ときめきメモリアル』『ファイナルファンタジー』『逆転裁判』『アークザラッド』シリーズは派生したソフトを含む全作所有しており、自身のHPにてゲームレビューも行っていた。サウンドトラックを聞き込むマニアである。
- オンラインゲーム
  - MMORPGでは主に『ファンタシースターオンライン2』『剣と魔法のログレス』をプレイしている。ゲーマーとしてのＨＮは「い」だけ小書き文字にするぃまぃま。「ハンゲーム」のアカウントとして登録したのをきっかけに「ネットマーブル」「マビノギ」など、2003年頃から現在に至るまであらゆるオンラインゲームにてぃまぃま名義を使用している。

## 友人・知人
- プライベートでもメールのやり取りをするなど仲の良い芸能人が多く幅広い人脈を持つ。
  - AV女優の青木りん、ロックバンドのヒトリエのベーシストのイガラシ、元RYTHEMのメンバー加藤有加利、女優・タレントの銀田まい、元ジャニーズJr.の後町優太。
- 高校の同級生には横河武蔵野フットボールクラブの小林陽介。また先輩後輩関係である女優の金子さやかに影響を受け、芸能界へ入るきっかけとなった人物としている[9]。
- 小学校・中学校の先輩にフォーマーアクションのKITEがいる。

## 出演

### TV
- 水着少女（テレビ東京)
- OUT★PUT（テレビ東京)2005年5月
- サバドル!（テレビ東京)2005年5月 - 6月（3期、4期生） 
  - 食い尽くしバトル2005年7月
  - グランドチャンピオン大会 2005年9月
- 矢部美穂のオンナの蜜談（MONDO21）
- πの殿堂（スカパー!エンタ!371）
- ぷるるん爽快アワー!（スカパー!エンタ!371）レギュラー 2006年1月 - 2007年7月
- 中居正広の金曜日のスマたちへ（TBS）赤女最前列 2005年12月 - 2006年5月
- オールスター赤面申告!ハプニング大賞（TBS）
- Meet The Girl（スカパー!エンタ!371）2006年6月
- 熱帯グラマラス（スカパー!エンタ!959）2007年11月22日
- ありえへん∞世界（テレビ東京）2008年4月
- TOKYO FASHION EXPRESS（NHK BS1）2010年10月
- スーパーJチャンネル（テレビ朝日）2010年11月

### ラジオ
- ヤンマガ伝説キャイ〜ンDAあ゛〜ん（TBSラジオ）
- Groovin'（interFM）レギュラーリポーター

### RQ
- 茂原エンジェル（ツインリンクもてぎ）

### モデル
- フォトEXPO2005（東京国際展示場）ハッセルブラッドブース

### WEB
- マガジングラビアネット（講談社）Monthly Fresh10 2004年11月度人気No.1
- スクランブルエッグon the Web 2005年8月表紙モデル&Recommended Eggs
- ケータイYOUNG JUMP（集英社）ぷるるんサバイバル 2006年3月
- 携帯ヤングマガジン（講談社）裏ヤンマガ
- まるごとコスチューム（丸紅テレコム）
- フレッツスクエアガイド（NTT）
- ギャルギャル麻雀（iモード公式サイト）2005年4月
- 待受画面コレクション（iモード、Ezweb、Vodafone公式サイト）2005年4月
- ギャル雀（オンラインゲーム）イメージガール 2005年7月
- バウッ娘DX（バンダイナムコゲームス）2005年7月
- KOKOYOI TV（@nifti）

### 雑誌
- Bejean（英知出版）2005年5月号
- Chuッ スペシャル（ワニマガジン社）2005年8月号、2006年5月号
- Suppin EVOLUTION（英知出版）2005年8月号
- アキバ系新人アイドルDVD名鑑 Vol.2（バウハウス）
- 発掘!!アイドル丸秘映像（晋遊舎）ミス☆フレッシュアイドルコンテスト2006グランプリ
- マガジンWOoooo!（サン出版）2006年3月、5月
- URECCO gals（ミリオン出版）2006年4月
- 週刊ヤングマガジン (講談社) アイドルコンテスト「裏YM」 2006年5月
- Bustier（トーホー書院）267号 表紙
- 週刊ヤングジャンプ (講談社) ケータイYOUNG JUMP ぷるるん戦記 2008年3月

### その他
- BBサイバーダム「グラカラ」（第一興商）全力少年/スキマスイッチ 2006年5月

## 作品

### DVD
- 沖野麻衣（ビーエムドットスリー）2005年8月27日
- My MAI（イーネットフロンティア）2005年12月22日
- 麻衣 ハッスル!（BNS）2006年3月31日
- 沖野麻衣と露天風呂でSEXY温泉デート（シーズファクトリー）2007年5月15日

オムニバス
- タッチミーアイドル vol.5（マーレー）2006年5月19日（共演：水沢彩、綿瀬莉織）